# Вусачик-гнатакмеопс польовий
Довгориєць польовий (лат. Gnathacmaeops pratensis, Laich, 1784) — вид жуків роду Gnathacmaeops з родини Скрипунових.

## Поширення
У хорологічному плані G. pratensis належить до голарктичного зоогеографічного комплексу. Вид поширений у Європі, Північній Азії і Північній Америці.
В Україні поширений лише у хвойних гірських лісах Карпат.

## Екологія
Приурочений до хвойних лісів утворених смерекою, ялицею білою, рідше сосною звичайною (Pinus sylvestris L.). Імаго зустрічається на квітах гадючника в’язолистого та зонтичних (Apiaceae).
Літ відбувається в червні-серпні.

## Морфологія

### Імаго
G. pratensis – дрібний вид з довжиною тіла 6-10 мм. Загальне забарвлення тіла чорне. Надкрила жовто-бурі, часто із затемненими швом та боковими краями. Передньоспинка на боках заокруглена, з глибокою перетяжкою на вершині, конічна.

### Личинка
Тіло личинки сплющене в дорзо-вентральному напрямку, і вкрите довгими щетинками. Голова має по 4 вічка з кожної сторони. Вусики короткі, 3-членикові. Щелепи вузькі, довгі, зі слабо розвиненими зубцями. Передньоспинка з широкою жовтою перев’яззю. Грудні ноги добре розвинені. Мозолі на 1-7 сегментах черевця з ампулоподібними ґранулами, оточеними мікроскопічними зубцями. Дихальця круглі, з краєвими камерами. 9-й сегмент черевця без зубця.

## Життєвий цикл
Личинки розвиваються в тліючій деревині смереки, рідше ялиці білої чи сосни звичайної. Життєвий цикл триває 2 роки.